# Backspin

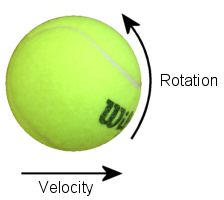
O efeito de backspin, gerando velocidade e rotação

No tênis, esportes de raquete ou golf, backspin é um efeito contrário colocado na bola pelo jogador, causado por um movimento de descida da raquete. Este efeito é muito utilizado para gerar golpes como o Drop shot. 